# Штейнбарг, Элиэзер
Элиэ́йзер Ште́йнбарг (идиш אליעזר שטײנבאַרג‎, Ле́йзер О́вшиевич (Ла́зарь Овсеевич) Ште́йнберг; 2 марта 1880, Липканы, Хотинский уезд, Бессарабская губерния — 27 марта 1932, Черновицы, Румыния) — еврейский баснописец, поэт и драматург, педагог. Классик еврейской литературы на идише.

## Биография

### В Липканах
Элиэйзер Штейнбарг родился в бессарабском местечке Липканы, расположенном на правом берегу Прута (теперь в Бричанском районе Молдовы). Состоял в близком родстве с писателем Иегудой Штейнбергом (по некоторым данным двоюродные братья). До 1919 года проживал почти безвыездно в Липканах, где работал учителем идиша и иврита в местных школах. Публиковал пьесы, стихи, методические пособия по педагогике, проявив себя последовательным поборником еврейского двуязычия. Выступал с лекциями по современной еврейской литературе по всей Бессарабии. Печатался и на иврите. Особенно много усилий посвятил развитию детской литературы на идише, регулярно публикуя занимательные истории, сказки и теоретические статьи в черновицких периодических изданиях «Дос найэ лэбм» (Новая Жизнь), «Фрайhайт» (Свобода), с 1928 года в «Черновицэр блэтэр» (под редакцией Ш.-А. Сойфера). Пьесы Штейнбарга «Авром-авину» (Праотец Авраам), «Дэр бардичэвэр рэбэ» (Бердичевский ребе), «Мэхирэс-Йойсэф» (Продажа Йосифа в рабство), «Дэр вайсэр hон» (Белый петух) и др. пользовались значительной популярностью, хоть и не были изданы отдельной книгой; автор сам занимался их постановкой в детском театре Липкан, впоследствии в Черновцах.
Первые басни Штейнбарг опубликовал в 1910 году в сборнике «Эйропэише Литэратур» (Европейская литература, выпуск № 39 в серии литературных альманахов, выпускаемых Аврумом Рейзеном в Варшаве). В 1914 году посетил Хаим-Нахман Бялика в Одессе. Басни Штейнбарга произвели на Бялика сильное впечатление. Планам по изданию Бяликом сборника басен Штейнбарга в одесском издании «Мория» не суждено было осуществиться из-за начала Первой мировой войны, но добросердечные отношения сохранились до конца жизни. Впоследствии Бялик опубликовал критический анализ басен, высоко оценив Штейнбарга как классика современной еврейской литературы, попутно именовав литературные Липканы бессарабским Олимпом.
Публикуя басни в периодических изданиях Черновиц и Варшавы, Штейнбарг приобрёл необычайную известность. Басенное стихотворное творчество было новым для еврейской литературы жанром, а мастерское сочетание разговорной бессарабской речи с библейскими и талмудическими аллюзиями, еврейским фольклором и басенными традициями европейской литературы производили неизгладимое впечатление. Подобная интертекстуальность сделала почти невозможной их адекватную передачу на других языках, даже на близком в культурном отношении иврите, но тем не менее переводы на румынский язык стали появляться уже при жизни автора. Поначалу все свои произведения автор подписывал своим исходным именем Штейнберг; только к концу 1920-х годов появилась более идишизированная форма Штейнбарг, по всей видимости связанная с его тягой к фольклоризации и живой разговорной речи, а также с широкой популярностью его кузена — писателя Иегуды Штейнберга.

### В Черновицах
В 1919 году Штейнбарга приглашают в Черновицы, где он становится во главе сети еврейских школ Дэр йидишэр шулфарэйн (Еврейское Школьное Объединение) и проявлает себя как незаурядный организатор школьного образования. В 1920 году он сотрудничает со своим земляком Янкев Штернбергом и Янкев Ботошанским в бухарестской газете «Вэкэр» (Будильник), кратковременном органе еврейской секции Румынской Социалистической партии. В 1921 году издаёт свой знаменитый букварь (Алэфбэйс) с иллюстрациями Артура Кольника (1890—1972), с которым он подружился в Черновицах. На протяжении 1920-х годов выходит серия его методических пособий «Култур» (Культура) по еврейской педагогике, где среди прочего он разрабатывает методику одновременного обучения обоим еврейским языкам. Во многом благодаря усилиям Штейнбарга и его незаурядной харизме Черновицы в те годы превратились в один из центров еврейской словесности. Годами позже писатель Шлоймэ Бикл вспоминал:
Для всех Черновицы были центром идиша именно потому, что там жила центральная и влиятельнейшая фигура еврейской Румынии между двумя мировыми войнами — Элиэзер Штейнбарг.
(Ш. Бикл «Румэнье» (Румыния), Буэнос-Айрес, 1961)
В 1928 году 12 басен Штейнбарга выходят в каталоге посвящённом двадцатилетию знаменитой «Черновицкой Конференции» (по языку идиш). В том же году он переезжает в Бразилию, где в Рио-де-Жанейро заведует еврейской школой Шолом-Алейхема, теперь носящей его имя (Escole Eliezer Steinbarg), участвует в основании подобной школы в Сан-Паулу (теперь Colegio Eliezer Steinbarg). Однако через два года возвращается в Черновицы и вновь посвящает себя литературной и локальной педагогической деятельности. Из более чем пятисот написанных к тому времени басен Штейнбарг отбирает 99 и готовит их к первой книжной публикации. Однако даже вёрстку своей долгожданной книги ему увидеть не довелось: 27 марта 1932 года Штейнбарга госпитализируют в связи с острым аппендицитом и в ходе экстренного хирургического вмешательства он скоропостижно умирает. Признанного уже при жизни классиком современной еврейской литературы (по свидетельству литературоведа Дова Садана — четвёртым еврейским классиком после триумвирата Менделе-Перец-Шолом-Алейхем, в первую очередь в Румынии и странах Южной Америки), Штейнбарга проводит в последний путь многотысячная толпа поклонников. На больнице, где он скончался, вывешивают мемориальную доску, которая будет удалена уже в советское время. На еврейском кладбище Черновиц устанавливают созданный Артуром Кольником памятник, на котором на идише высечены две строки из его знаменитой басни «Молоток и кусок железа»:
,טרױעריק איז, קינדער, אױף דער װעלט דער ברײטער, גראָמער
...ביטער! מיט אַ מאָשל כאָטש זיך קװיקן לאָמיר
Тройэрик из, киндэр, аф дэр вэлт дэр брэйтэр, громэр,
Битэр! Мит а мошл хоч зих квикн ломир…
(Грустно, дети, на этом широком, огромном свете, горько! Так давайте хоть басней насладимся)
Сразу после смерти писателя в 1932 году, в Черновцах выходит первое издание его басен. За ним следуют расширенные переиздания в Бухаресте (1935), Черновцах (со 109 иллюстрациями Артура Кольника, 1936), Яссах (1948), Буэнос-Айресе (1949), снова Бухаресте (1956 и 1973), Тель-Авиве (в двух томах, 1956 и 1969), Монтевидео (1970), Нью-Йорке (2003) и др., а также переводы на румынский, иврит, португальский, немецкий, английский и русский языки. Широкой известности басен способствуют также составленные из них артистические программы популярных чтецов Лейбу Левина, Герца Гросбарда и Майера Богданского, в том числе изданные грамзаписью на 78 оборотах. Посмертно выходят сборники занимательных историй для детей (Черновцы, 1936; Монреаль, в 2х тт., 1948; Бухарест, 1956). В 1972 году архивы Элиэйзера Штейнбарга были переданы Еврейской Национальной и Университетской Библиотеке в Иерусалиме (Израиль). В 1988 году в Черновцах писателем Й. Бургом было создано Еврейское Культурное Общество им. Э. Штейнбарга, действующее по сей день; именем писателя названа улица.